# Jan Cock Blomhoff
Jan Cock Blomhoff (Amsterdam, 5 augustus 1779 - Amersfoort, 15 augustus 1853) oefende aan het begin van de 19e eeuw belangrijke functies uit op de Nederlandse handelsnederzetting in Japan. Van 1809 tot 1817 was hij pakhuismeester van de Nederlandse factorij op het schiereiland Dejima bij Nagasaki. Van 1817 tot 1824 was hij er "opperhoofd". Na terugkomst in Nederland stichtte hij het landgoed Birkhoven bij Amersfoort. Blomhoff was getrouwd met Titia Bergsma.
Blomhoff werd geboren als de zoon van Johannes Blomhoff en Dorothea Cock. Alhoewel zijn vader een juridische carrière voor hem in gedachten had, koos hij voor een opleiding in het leger van de Republiek. Hij maakte op 15-jarige leeftijd de veldtocht van 1794 mee. Na de Franse inval in 1795 week hij, met zijn familie, uit naar Duitsland. In 1805 vertrok hij naar Java. In 1809 werd hij benoemd tot pakhuismeester op Decima. 

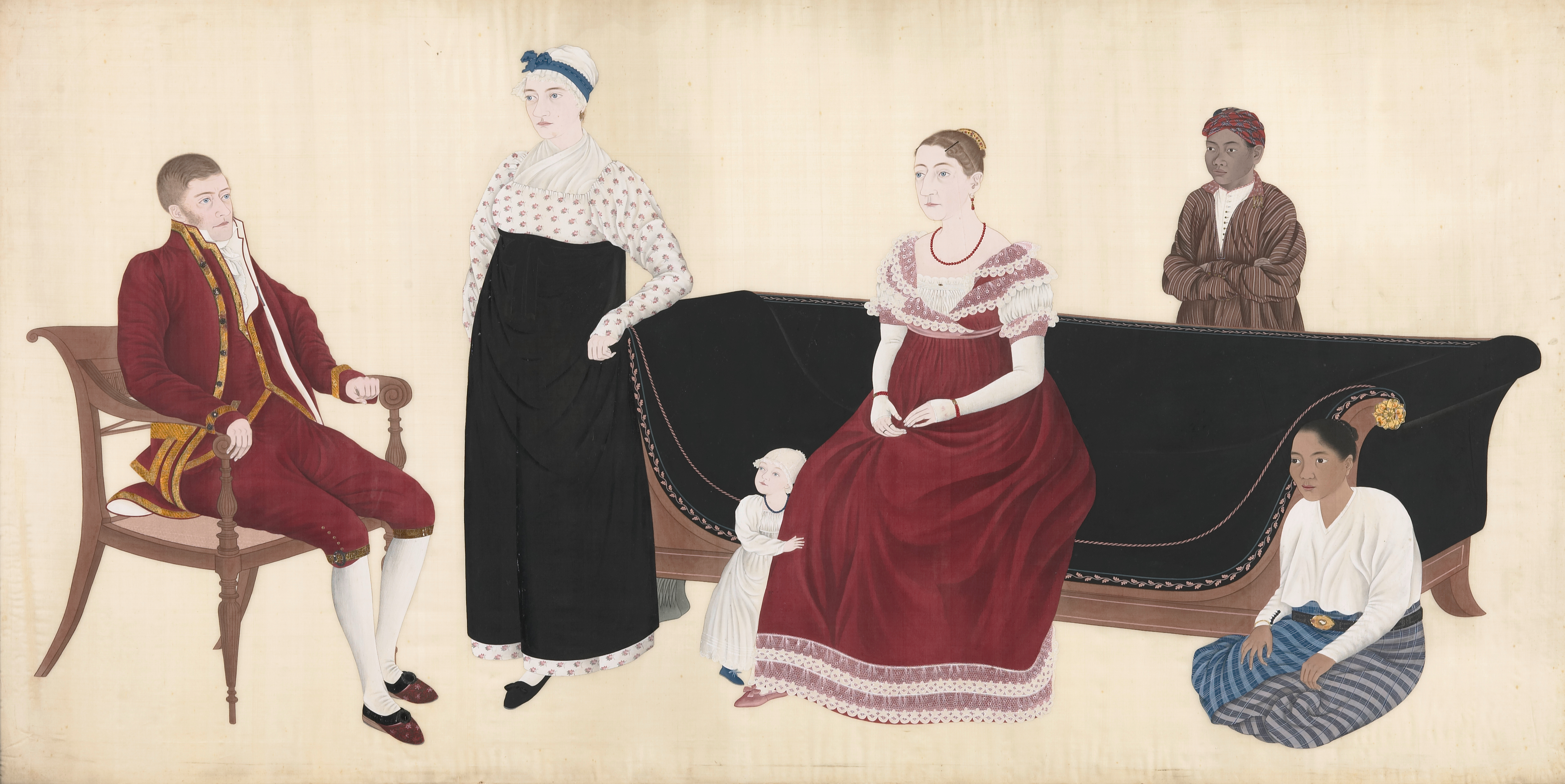
Jan Cock Blomhoff en gezin (Japanse prent van 1817)

## Decima
Op het kunstmatige schiereiland Dejima, in de baai van Nagasaki, was al sinds 1641 een Nederlandse handelspost gevestigd, een factorij. Het hoofd van de handelspost droeg de titel 'opperhoofd'. Hendrik Doeff was sinds 1804 opperhoofd.
In 1813 trachtten de Engelsen de handelspost op te eisen. Cock Blomhoff werd naar Java gezonden om Raffles, de Engelse luitenant-gouverneur op Java, een handelsovereenkomst aan te bieden. In weerwil van eerdere beloften werd Cock Blomhoff gevangengenomen en naar Engeland gevoerd. Pas in 1815 kwam hij weer vrij. Hij werd door koning Willem I tot Ridder in de Orde van de Nederlandse Leeuw benoemd en enige tijd later benoemd tot opvolger van Doeff.
Het zou nog tot 14 augustus 1816 duren voordat Cock Blomhoff van Texel via Indië naar Dejima vertrok met de 'Vrouwe Agatha'. Inmiddels had hij Titia Bergsma, die hij al veel langer kende, opnieuw ontmoet. Zij was een dochter van mr. E. H. Bergsma, die later lid zou worden van het Hooggerechtshof (tegenwoordig: de Hoge Raad) in Den Haag.  Jan Cock Blomhoff trouwt met Titia in 1815.

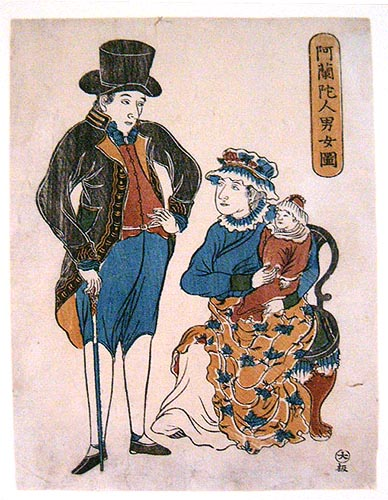
Jan Cock Blomhoff met het kindermeisje Petronella Muns die zijn zoon Johannes in haar armen heeft (anonieme Japanse prent)

Ze krijgen op 6 maart 1816 een zoon, Johannes. Vervolgens besluiten ze om gezamenlijk de reis naar Indië en Japan te maken, met hun kleine zoon, en een kindermeisje, Petronella Muns (1794-1842). Dit was zeer uitzonderlijk. Er werden geen westerse vrouwen in Japan toegelaten (Japan wilde niet dat de Nederlanders zich er echt settelden. Zo mocht elk (opper)hoofd i principe ook maar een jaar aanblijven.) De gouverneur van Nagasaki verleent de dames wel toestemming om aan wal te gaan. Het is dan 16 juli 1817. De shogun weigert echter een verblijfsvergunning te verlenen. Titia, Johannes en Petronella moeten terug. Titia schrijft nog een smeekschrift, maar het mag niet baten. (Voor de Gouverneur liep het waarschijnlijk veel slechter af.) Op 4 december 1817 moet Jan Cock Blomhoff ze naar het schip brengen, dat ze terug naar Nederland brengt. Hij zal Titia nooit meer terugzien, want ze sterft al in 1821, naar verluidt van verdriet.
Titia en Petronella  werden veelvuldig geschilderd, meestal met de kleine Johannes. Cock Blomhoff bleef 6 jaar lang als opperhoofd in Decima. Onder hem maakte de handel met Japan een sterke groei door. Een van de zaken waardoor hij ook in onze tijd nog bekendheid geniet is vanwege de 'hofreis' die hij maakte in 1818.
Titia Bergsma is een rol blijven spelen in de Japanse iconografie en in de Japanse kunst. Zij wordt ook heden ten dage nog vaak afgebeeld op kunst- en gebruiksvoorwerpen.

## De hofreis van 1818
De 'hofreis' was een ceremoniële verplichting jegens de shogun in Edo. Elk jaar (na 1790 elke vier jaar) moest het opperhoofd, vergezeld van een groot gevolg, en beladen met geschenken, naar Edo reizen, om daar aan het hof van de shogun te verblijven. Zo'n hofreis was een gigantische onderneming. De tocht van ca. 1500 km lang werd gedeeltelijk met een boot en gedeeltelijk te voet in draagstoelen afgelegd. De tocht, waaraan in totaal wel honderd man deelnamen, kon maanden duren.
Van de hofreis van 1818 heeft Cock Blomhoff een verslag bijgehouden, dat recent opnieuw is gepubliceerd. Hij vertrok half februari en kwam pas op 19 juni weer terug in Decima.
Jan Cock Blomhoff wist in de tijd dat hij in Japan woonde ook een omvangrijke collectie kunst- en gebruiksvoorwerpen te verzamelen. Met ca. 4000 voorwerpen vormde die collectie de eerste grote verzameling Japanse (kunst- en gebruiks-)voorwerpen.

## Birkhoven
In 1824 keerde hij voorgoed naar Nederland terug. In 1827 hertrouwde hij met Maria Adriana van Breugel. Eerst woonden ze een aantal jaren in Den Haag en in Bloemendaal. In 1844 verhuisde Cock Blomhoff met zijn vrouw naar Amersfoort. Daar nam hij aanvankelijk zijn intrek op de boerderij Birkwijk, tussen Amersfoort en Soest. Maar al snel liet hij het huis Birkhoven bouwen, waar hij ging wonen, en stichtte hij een landgoed met die naam. Hij breidde het landgoed regelmatig uit door de aankoop van landerijen en boerderijen.
Jan Cock Blomhoff overleed in 1853 te Amersfoort. Hij werd begraven op de begraafplaats Achter Davidshof. Toen deze begraafplaats in 1978 moest worden geruimd vanwege nieuwbouw van het Amersfoortse gemeentehuis, werd zijn grafsteen in een plantsoen achter het gemeentehuis geplaatst, waar deze zich nu nog bevindt.
Na zijn dood erfden zijn zoon Johannes en diens vrouw Sara Maria van de Poll het landgoed Birkhoven. Johannes overleed in 1900. Zijn weduwe overleed in 1907. Nog in datzelfde jaar werden de bossen van Birkhoven (en het landhuis) aan de gemeente Amersfoort verkocht.
In 1983 is in Amersfoort een tentoonstelling gewijd aan het leven van Jan Cock Blomhoff. Het eerste gedeelte gaf een overzicht van zijn leven en de Nederlandse betrekkingen met Japan. Het tweede gedeelte was gewijd aan de Japanse verzameling van Cock Blomhoff.